# Gethin Anthony
Gethin Anthony (9 de octubre de 1983) es un actor inglés. Ha aparecido en Ten Days to War y Doctors, e interpretó a Renly Baratheon en la serie de HBO Juego de Tronos. Interpretó a Charles Manson en la serie de NBC Aquarius.

## Educación
Recibió una beca para la British American Drama Academy en Londres desde julio a agosto de 2004, donde asistió a talleres impartidos por Fiona Shaw, Alan Rickman, y Brian Cox. Tiene una voz de tenor y también fue capacitado en Danza africana junto a Bode Lawal. Anthony estudió Literatura inglesa en la Universidad de Oxford, en el Balliol College y fue presidente de la Sociedad Dramática de la Universidad de Oxford, antes de estudiar en la London Academy of Music and Dramatic Art.

## Carrera
Interpretó a Grigory en Boris Godunov en la Royal Shakespeare Company en Stratford-upon-Avon desde noviembre de 2012 hasta marzo de 2013.

## Filmografía

### Películas
- 2006 - Pinochet Last Stand como William Straw (película para TV)[4]
- 2008 - Beyond the Rave  como Noddy
- 2009 - Into the Storm  como primer piloto (película para TV)
- 2012 - Dreck  como Herb
- 2014 - Copenhague como William

### Televisión
- 2006 - Holby City  como Drew Kramer (1 episodio)
- 2007 - Doctors  como Dave Jones (1 episodio)
- 2008 - 10 Days to War  como Ayudante del Ministro (1 episodio)
- 2011-12 - Juego de Tronos  como Renly Baratheon (8 episodios)
- 2014 - Call the Midwife  como Saint George
- 2015 - Aquarius como Charles Manson (reparto principal)
- 2020 - Manhunt: Deadly Games como el agente del FBI Jack Brennan

### Teatro
- Teatro 503/Latitude - Carrot como Alex
- Teatro Royal Northampton - In Praise of Love como Joey
- High Tide/Old Vic Tunnels - Ditch como James
- Teatro Birmingham Rep - Cling To Me Like Ivy como Patrick
- Teatro Hampstead - What Fatima Did como George
- The Old Red Lion - Fairytale
- Teatro Tristan Bates - Death of Cool  como Richie
- Old Vic -  24 Hour Plays
- Vieja Estación de Bomberos - Some Voices  como Ray
- Oxford Playhouse - Cyrano de Bergerac  como Cyrano

Radio
- BBC Radio 4's "Small Acts of Kindness " como Charlie
- BBC Radio 4's "Severed Threads" como Jones
- Radiotastic's "The Minister of Chance" como Sutu
- BBC's  "Legsy Gets a Break" como John